# Wild Streets
Wild Streets est un beat them all sorti en 1989 et fonctionne sur Amiga, Amstrad CPC, Atari ST, Commodore 64, DOS, GX-4000 et ZX Spectrum. Le jeu a été développé et édité par Titus Interactive.